# Estirpe
Em biologia e genética, linhagem, estirpe, acesso, cepa (em inglês:  strain) refere-se a um grupo de descendentes de uma subespécie que tem um ancestral comum e compartilham semelhanças morfológicas ou fisiológicas, normalmente após mutações significativas ou adaptações a novas condições ambientais formando novas gerações. Como exemplo, o H1N1 é uma estirpe ou cepa do vírus da gripe famoso por causar sintomas mais fortes.
O termo "cepa" se aplica igualmente a uma linhagem de microrganismos (vírus ou bactérias) produzida em laboratório (pode-se dizer que são clones) com a finalidade de estudos.
O termo é muito usado em botânica para se referir a variações de uma mesma espécie de plantas. O mesmo vale para o gado. Novas estirpes são criadas constantemente para aprimorar a produção agropecuária.

## Em roedores
Quando se diz que um grupo de ratos ou camundongos são da mesma estirpe ou cepa, isto significa que têm a mesma origem genética. Grupos de mesma estirpe são muito utilizados em experimentos de laboratório. As principais cepas ou linhagens de camundongos são heterogênicas, isogênicas ou com mutações naturais ou induzida por diferentes técnicas. As linhagens isogênicas são obtidas pelo acasalamento consanguíneo entre irmãos por 20 gerações. Estes animais se tornam extremamente semelhantes ao ponto de não haver rejeição tecidual quando um transplante é realizado entre irmãos ou primos. Já os heterogênicos carregam uma diversidade genética mantida por meio de um planejamento de acasalamentos entre diversos grupos. 